# Cyanonedys
Cyanonedys is een vliegengeslacht uit de familie van de roofvliegen (Asilidae).

## Soorten
- C. hornii Hermann, 1912
- C. leucura Hermann, 1912
- C. lugubris Hermann, 1912